# Сърна
Сърната (Capreolus capreolus) е средно голям тревопасен бозайник от разред Чифтокопитни (Artiodactyla). Широко разпространена в България и обичаен ловен обект. Живее в по-северните части на Европа, Мала Азия и около Каспийско море. В Европа липсва в Северна Скандинавия и някои острови (Ирландия и Исландия и тези в Средиземно море). В Средиземноморието се среща изключително в планински райони, а другаде е рядка или липсва. Със сибирската сърна (Capreolus pygargus, обитаваща от Урал до Китай) се срещат в Кавказ, като европейският вид заема южната част на планинската верига и съседната Мала Азия, а сибирският вид заема северната част.
Само мъжките екземпляри (наречени сръндаци, ед. ч. сръндак) притежават рога — къси и изправени. През зимата мъжките губят рогата си, но напролет за новия размножителен сезон израстват отново. Когато започват да израстват, новите рога са покрити със слой от тънка като кадифе кожа, който постепенно изчезва, при загуба на кожното кръвообращение. Сръндаците могат да ускорят процеса, търкайки рогата си в дървета, за да са твърди за дуелите през размножителния период. Сръндаците са единствените от сем. Еленови, чиито рога растат и през зимата. Тялото е червеникаво, а лицевите части са сиви. Окраската на тялото варира през различните сезони – златисто-червеникаво през лятото, но през зимния период потъмнява до кафяво и дори черно с по-светли коремни части и бяла задница.

## Физически характеристики
Сърната е относително малка по размери в сравнение с други представители на семейство Плътнороги. Дължина на тялото от 95 до 135 см, ширина в предните крайници 65 – 75 см, височина в холката 65 – 75 см и общо тегло между 15 и 30 кг, понякога до 35 кг. Опашката е къса (2 – 3 см) и труднозабележима или липсва. Интересен факт при сърната е, че липсва жлъчен мехур. Първите и вторите рога са неразклонени, между 5 и 12 см, докато при възрастните сръндаци достигат от 20 до 28 см, често завършващи с два или три, рядко четири върха.

## Активност и храна
Сърната е активна предимно по здрач. Когато местообитанията ѝ са тихи, необезпокоявани от хора, се храни и през деня. Много бързо и грациозно животно. Живее по високи места или планини, но понякога се осмелява да навлезе в пасища и редки гори. В миналото бе най-разпространена в Лудогорието и обработваемите площи, засети с житни култури и люцерна, но бракониерството там силно ограничи запаса ѝ. Поради това, че теглото на възрастните екземпляри и рогата са относително по-големи в полските райони е видно, че те са най-добрите ѝ местообитания. Храни се предимно с трева, дребни плодчета, листа и филизи. В горските комплекси основна храна през зимата е буковият жълъд, който сърните изравят от опадалите листа и под снега, характерно ровейки с предните си крака. Тъй като ровенето е твърде шумно, една от сърните винаги наблюдава наоколо за появата на хищници и хора. Когато няма жълъд, а това са повечето земи в България, в храната ѝ преобладават бръшляна и къпината, които имат вечнозелени листа. Обича предимно свежа трева, като избягва пасбищата, където домашните животни замърсяват тревата. Като цяло сърната е много придирчива към храненето си. Според някои изследователи (Нинов, Колев) сърната може да има много висок запас на единица площ, без да вреди на растителността – до 10-12 сърни на 1 кв. км. Затова запасът ѝ в България се приема за твърде нисък.

## Поведение и жизнен цикъл
В дивата природа сърната живее най-много до 15 години. В България средната ѝ възраст е сведена до само 2-3 години. Причината за това е неправилното ловуване и най-вече бракониерството, включително осъществявано от ловци и ловни дружинки като незаконен съпътстващ лов при излетите за дива свиня. Тази възрастова структура води до малка раждаемост и до ограничен прираст на сърната. Известно е, че през първата година сърната не ражда. През втората година ражда най-често едно сърне. Едва от третата година до седмата-осмата ражда най-често по два приплода. За спасението на сърната като животински вид е задължително да се вземат нужните мерки, като например абсолютната забрана на лова на женски екземпляри, а също така и абсолютна забрана на всякакъв лов, където дружинките нямат сърни в достатъчен запас. Така ловците ще бъдат принудени да опазват сърните. Тъй като сърните обитават цял живот една ограничена територия от 1-2 кв. км и съответно 2-3 кв. км. за мъжките сръндаци, то е видно, че бракониерството се извършва в територията на ловната дружинка. Интересна трансформация при сърните настъпи под влиянието на увеличилите се вълци в дадени райони (Западна България). Поради особеностите на хранене и ловуване (по-често жертва стават приплодите), когато вълкът атакува единствения приплод на сърната обикновено го улавя, а когото са два или три улавя един, а другите оцеляват. Така по пътя на естествения отбор много повече сърни започнаха да раждат по две малки. Предпочитат предимно самотния живот, като се събират да съжителстват главно през размножителния период. Другият период, когато сърната образува големи стада от десет до стотина животни е през зимата, но само там, където има прилична численост. Тревожното ѝ обаждане много наподобява кучешки лай. Друг сигнал за тревога е настръхване на бялата ѝ задница. Формата им се различава при двата пола – сърцевидни при женските и бъбрековидни при мъжките. Мъжките може също да лаят и когато привличат женски през любовния период, често по няколко сърни на територията си. Женските издават призивен зов към мъжките, наподобяващ тихо писукане или подсвирване.

## Размножаване
Сръндаците са полигамни. Мъжките се бият помежду си за територия по време на ранното лято и се чифтосват през ранната есен. По време на ухажването сръндаците, гонейки сърните, често утъпкват храстите, оставяйки фигури, наречени пръстени на сърните. Мъжките може също да разчистват окапалата шума и др. с рога – това е начин да привлекат женски. Сръндаците се разгонват през любовния период, от юли до август. Сърните са моноестрални и след забавена имплантация на оплодената яйцеклетка раждат през следващия юни след 9 – 10-месечна бременност. Обикновено раждат по две петнисти малки от противоположен пол. Те са скрити във високата трева от други хищници, докато станат готови да се присъединят към останалите от стадото. Сучат от майка си по няколко пъти на ден в продължение на 3 месеца. Възрастните често могат да изоставят малките си, ако надушат хищник или човек наблизо. Женските са готови за чифтосване след 16-месечна възраст.
Размножаването при сърните е ограничено поради неразумния лов и бракониерството. Поради бракониерски прояви има цели райони, в които тя не се среща.